# Lanceros de Ospino Fútbol Club
Lanceros de Ospino FC es un club de fútbol venezolano establecido en la población de Ospino, estado Portuguesa, que milita en la Tercera División de Venezuela.

## Historia
Fundado en 2009, con un basto palmarés en competiciones amateur a nivel local y regional, el "conjunto patriota" como se le conoce, presenta su plantilla y cuerpo técnico el 16 de abril de 2018, de cara al inicio de la temporada. Debuta en la Tercera División Venezolana 2018 formando parte del Grupo Centro - Occidental A junto a Próceres FC, Atlético Mérida FC, Cafetaleros de Biscucuy, Real Vigía FC y Zamora FC B a quien derrotó 2-1 en el inicio del Apertura. Un año de debut para el cuadro ospinense donde tuvo un rendimiento bastante correcto en líneas generales finalizó con la suma de 24 unidades, que le permitieron finalizar en la cuarta casilla de grupo, además de tener excelentes entradas en sus partidos como local, ubicándole como un debutante de gran acogida en la localidad de donde es oriundo.

## Otras Categorías
Con el debut en la Tercera División de Venezuela, el conjunto representativo del Portuguesa incursiona también en la Serie Plata con sus categorías juveniles Sub-14, Sub-16, Sub-18 y Sub-20.

## Estadio
Jugó sus partidos como local en el Estadio Vencedores de Ospino, recinto deportivo ubicado en la localidad homónima.